# 阿部暁子
阿部 暁子（あべ あきこ）は、日本の小説家。岩手県花巻市出身、県内在住。2008年に『いつまでも』（刊行時『屋上ボーイズ』に改題）で第17回ロマン大賞を受賞し、コバルト文庫からデビューする。

## 受賞歴
- 2008年 - cobalt短編小説新人賞 『陸の魚』[2]
- 2008年 - 第17回ロマン大賞 『いつまでも』[1]
- 2020年 - 『本の雑誌』が選ぶ2020年度文庫ベストテン：第1位『パラスター』[3]
- 2024年 - 第8回未来屋小説大賞『カフネ』[4]。
- 2025年 - 第22回本屋大賞『カフネ』[5]

## 作品リスト

### 単行本・文庫本
- 屋上ボーイズ（2008年 コバルト文庫、挿絵：カズアキ）
- 室町少年草子 獅子と暗躍の皇子（2009年 コバルト文庫、挿絵：サマミヤアカザ）
- 戦国恋歌 眠れる覇王（2010年 コバルト文庫、挿絵:明治キメラ）
- ストロボ・エッジ（2010年9月 - 2011年4月 コバルト文庫、全4巻、原作・挿絵：咲坂伊緒）
  - ストロボ・エッジ（2010年9月）
  - ストロボ・エッジ 消せない想い（2010年12月）
  - ストロボ・エッジ 告えない想い（2011年2月）
  - ストロボ・エッジ つながる想い（2011年4月）
- アオハライド（2011年12月 - 2015年6月 コバルト文庫、全6巻、原作・挿絵：咲坂伊緒）
- 鎌倉香房メモリーズ（2015年2月 - 2017年3月 集英社オレンジ文庫、全5巻、表紙絵:げみ）
- どこよりも遠い場所にいる君へ（2017年10月 集英社オレンジ文庫、表紙絵：syo5）
- また君と出会う未来のために（2018年10月 集英社オレンジ文庫、表紙絵：syo5）
- 室町繚乱 義満と世阿弥と吉野の姫君（2018年1月 集英社文庫）
- パラ・スター（2020年 集英社文庫、全2巻）
  - パラ・スター〈Side 百花〉（2020年2月）
  - パラ・スター〈Side 宝良〉（2020年3月）
- 実写映画ノベライズ 思い、思われ、ふり、ふられ（2020年6月 集英社オレンジ文庫）
- 金環日蝕（2022年10月 東京創元社 / 2025年3月 創元推理文庫）
- カラフル（2024年2月 集英社）
- カフネ（2024年5月 講談社）

### アンソロジー
「」内が阿部暁子の作品。
- とっておきのおやつ。5つのおやつアンソロジー（2018年9月 集英社オレンジ文庫、表紙絵：イシヤマアズサ）「たぬきとキツネと恋のたい焼き」

### 雑誌掲載作品
エッセイ
- 「車いすテニスプレイヤーと車いすエンジニア」 - 『別冊文藝春秋』2020年7月号
- 「あのとき聞いた音楽」 - 『小説新潮』2020年9月号